# Wielki Wtorek
Wielki Wtorek – w liturgii chrześcijańskiej trzeci dzień Wielkiego Tygodnia. W tym dniu rano uczniowie Jezusa zobaczyli uschnięte drzewo figowe, które Jezus przeklął w poniedziałek (Mk 11, 20-25). Po przybyciu do Jerozolimy Jezus prowadził najgwałtowniejsze polemiki ze starszyzną żydowską (Mt 21, 20-23, 39; Mk 11, 27-32. 41; Łk 20,9 -21, 1). W mowie eschatologicznej zapowiedział całkowite zniszczenie Jerozolimy oraz koniec świata (Mt 24, 1-41; Mk 13, 1-33; Łk 21, 5-34). Zapowiedział także powtórne swoje przyjście na ziemię w chwale (Mt 25, 31-46). W przypowieściach: o roztropnym słudze, o mądrych i głupich pannach oraz o talentach nawoływał do czujności (Mt 24, 42-55. 30; Mk 13, 33-37; Łk 21, 34-36). 
Jest to dzień, w którym katolicy rytu rzymskiego słyszą zapowiedź zdrady Judasza i zaparcia się św. Piotra. Ewangelia na ten dzień zawiera fragment narracji o Ostatniej Wieczerzy z Ewangelii Jana (J 13, 21-33, 36-38). Pierwsze czytanie przekazuje proroctwo proroka Izajasza o Bożym zbawieniu docierającym aż do krańców ziemi (Iz 49, 1-6). W nadzwyczajnej formie rytu rzymskiego śpiewa się w tym dniu Proroctwo Jeremiasza (Jer 11, 18-20) oraz Pasję według św. Marka.